# FA Cup de 1874–75
A The Football Association Challenge Cup 1874-75(ou Copa do Desafio da Associação de Futebol, em português) foi a quarta edição da FA Cup, a mais antiga competição de futebol do mundo. 29 equipes participaram desta edição, uma equipe a mais em relação a edição anterior. Quatro equipes não chegaram a disputar um jogo.

## Primeira Fase
As equipes destacadas em negrito se classificaram para a a segunda fase.
- 10 de Outubro de 1874 - Pilgrims FC 3x1 South Norwood
- 24 de Outubro de 1874 - Upton Park FC 0x3 Barnes
- 31 de Outubro de 1874 - Oxford University  6x0 Brondesbury
- 31 de Outubro de 1874 - Wanderers 16x0 Farmingham
- 31 de Outubro de 1874 - Woodford Wells 1x0 High Wycombe
- 5 de Novembro de 1874 - Old Etonians 0x0 Swifts FC
- 7 de Novembro de 1874 - Royal Engineers 3x0 Marlow FC
- 7 de Novembro de 1874 - Clapham Rovers 3x0 Panthers
- 14 de Novembro de 1874 - Southall Town FC 0x0 Leyton FC
- 14 de Novembro de 1874 - Hitchin Town 0x1 Maidenhead United
- 14 de Novembro de 1874 - Cambridge University 0x0 Crystal Palace
- 14 de Novembro de 1874 - Civil Service WxO Harrow Chequers
- 14 de Novembro de 1874 - Shropshire Wanderers F.C WxO Sheffield FC
- 14 de Novembro de 1874 - Windsor Home Park WxO Uxbridge

Repetição
- 14 de Novembro de 1874 - Swifts FC 1x1 Old Etonians
- 21 de Novembro de 1874 - Crystal Palace 1x2 Cambridge University
- 26 de Novembro de 1874 - Old Etonians 3x0 Swifts FC
- 28 de Novembro de 1874 - Leyton FC 0x5 Southall Town FC

- O Old Etonians se classificou diretamente para as quartas-de-final após jogar duas partidas-desempate (Repetição), contra o Swifts FC.
- O Wanderers aplicou a maior goleada da história da FA Cup até então, com um dezesseis a zero sobre o Farmingham.
- O Reigate Priory se classificou diretamente para a segunda fase do torneio.

## Tabela até a final
|  | Oitavas de final               | Oitavas de final               | Oitavas de final               | Oitavas de final               |              |                          | Quartas de final               | Quartas de final               | Quartas de final               | Quartas de final               |  |                          | Semifinais                   | Semifinais                   | Semifinais                   | Semifinais                   |              |   | Final            | Final            | Final            | Final            |
|  | 14 de Novembro a 5 de Dezembro | 14 de Novembro a 5 de Dezembro | 14 de Novembro a 5 de Dezembro | 14 de Novembro a 5 de Dezembro |              |                          | 23 de Janeiro a 6 de Fevereiro | 23 de Janeiro a 6 de Fevereiro | 23 de Janeiro a 6 de Fevereiro | 23 de Janeiro a 6 de Fevereiro |  |                          | 27 de Fevereiro a 5 de Março | 27 de Fevereiro a 5 de Março | 27 de Fevereiro a 5 de Março | 27 de Fevereiro a 5 de Março |              |   | 13 e 16 de Março | 13 e 16 de Março | 13 e 16 de Março | 13 e 16 de Março |
|  |                                |                                |                                |                                |              |                          |                                |                                |                                |                                |  |                          |                              |                              |                              |                              |              |   |                  |                  |                  |                  |
|  | Shropshire Wanderers F.C       | 1                              | -                              | -                              |              |                          |                                |                                |                                |                                |  |                          |                              |                              |                              |                              |              |   |                  |                  |                  |                  |
|  | Civil Service                  | 0                              | -                              | -                              |              |                          |                                |                                |                                |                                |  |                          |                              |                              |                              |                              |              |   |                  |                  |                  |                  |
|  | Civil Service                  | 0                              | -                              | -                              |              | Shropshire Wanderers F.C | 1                              | 2                              | -                              |                                |  |                          |                              |                              |                              |                              |              |   |                  |                  |                  |                  |
|  |                                |                                |                                |                                |              | Shropshire Wanderers F.C | 1                              | 2                              | -                              |                                |  |                          |                              |                              |                              |                              |              |   |                  |                  |                  |                  |
|  |                                | Woodford Wells                 | 1                              | 0                              | -            |                          |                                |                                |                                |                                |  |                          |                              |                              |                              |                              |              |   |                  |                  |                  |                  |
|  | Woodford Wells                 | Woodford Wells                 | 1                              | 0                              | -            | 3                        | -                              | -                              |                                |                                |  |                          |                              |                              |                              |                              |              |   |                  |                  |                  |                  |
|  | Woodford Wells                 |                                |                                |                                |              | 3                        | -                              | -                              |                                |                                |  |                          |                              |                              |                              |                              |              |   |                  |                  |                  |                  |
|  | Southall Town                  | 0                              | -                              | -                              |              |                          |                                |                                |                                |                                |  |                          |                              |                              |                              |                              |              |   |                  |                  |                  |                  |
|  | Southall Town                  | 0                              | -                              | -                              |              |                          |                                |                                |                                |                                |  | Shropshire Wanderers F.C | 0                            | -                            | -                            |                              |              |   |                  |                  |                  |                  |
|  |                                |                                |                                |                                |              |                          |                                |                                |                                |                                |  | Shropshire Wanderers F.C | 0                            | -                            | -                            |                              |              |   |                  |                  |                  |                  |
|  |                                | Old Etonians                   | 1                              | -                              | -            |                          |                                |                                |                                |                                |  |                          |                              |                              |                              |                              |              |   |                  |                  |                  |                  |
|  | Old Etonians                   | Old Etonians                   | 1                              | -                              | -            | -                        | -                              | -                              |                                |                                |  |                          |                              |                              |                              |                              |              |   |                  |                  |                  |                  |
|  | Old Etonians                   |                                |                                |                                |              | -                        | -                              | -                              |                                |                                |  |                          |                              |                              |                              |                              |              |   |                  |                  |                  |                  |
|  |                                | -                              | -                              | -                              |              |                          |                                |                                |                                |                                |  |                          |                              |                              |                              |                              |              |   |                  |                  |                  |                  |
|  |                                | -                              | -                              | -                              | Old Etonians | 1                        | -                              | -                              |                                |                                |  |                          |                              |                              |                              |                              |              |   |                  |                  |                  |                  |
|  |                                |                                |                                |                                | Old Etonians | 1                        | -                              | -                              |                                |                                |  |                          |                              |                              |                              |                              |              |   |                  |                  |                  |                  |
|  |                                | Maidenhead United              | 0                              | -                              | -            |                          |                                |                                |                                |                                |  |                          |                              |                              |                              |                              |              |   |                  |                  |                  |                  |
|  | Maidenhead United              | Maidenhead United              | 0                              | -                              | -            | 2                        | -                              | -                              |                                |                                |  |                          |                              |                              |                              |                              |              |   |                  |                  |                  |                  |
|  | Maidenhead United              |                                |                                |                                |              | 2                        | -                              | -                              |                                |                                |  |                          |                              |                              |                              |                              |              |   |                  |                  |                  |                  |
|  | Reigate Priory                 | 1                              | -                              | -                              |              |                          |                                |                                |                                |                                |  |                          |                              |                              |                              |                              |              |   |                  |                  |                  |                  |
|  | Reigate Priory                 | 1                              | -                              | -                              |              |                          |                                |                                |                                |                                |  |                          |                              |                              |                              |                              | Old Etonians | 1 | 0                | 1                |                  |                  |
|  |                                |                                |                                |                                |              |                          |                                |                                |                                |                                |  |                          |                              |                              |                              |                              |              | 1 | 0                | 1                |                  |                  |
|  |                                | Royal Enginers                 | 1                              | 2                              | 3            |                          |                                |                                |                                |                                |  |                          |                              |                              |                              |                              |              |   |                  |                  |                  |                  |
|  | Wanderers                      | Royal Enginers                 | 1                              | 2                              | 3            | 5                        | -                              | -                              |                                |                                |  |                          |                              |                              |                              |                              |              |   |                  |                  |                  |                  |
|  | Wanderers                      |                                |                                |                                |              | 5                        | -                              | -                              |                                |                                |  |                          |                              |                              |                              |                              |              |   |                  |                  |                  |                  |
|  | Barnes                         | 0                              | -                              | -                              |              |                          |                                |                                |                                |                                |  |                          |                              |                              |                              |                              |              |   |                  |                  |                  |                  |
|  | Barnes                         | 0                              | -                              | -                              |              | Wanderers                | 1                              | -                              | -                              |                                |  |                          |                              |                              |                              |                              |              |   |                  |                  |                  |                  |
|  |                                |                                |                                |                                |              | Wanderers                | 1                              | -                              | -                              |                                |  |                          |                              |                              |                              |                              |              |   |                  |                  |                  |                  |
|  |                                | Oxford University              | 2                              | -                              | -            |                          |                                |                                |                                |                                |  |                          |                              |                              |                              |                              |              |   |                  |                  |                  |                  |
|  | Oxford University              | Oxford University              | 2                              | -                              | -            | W                        | -                              | -                              |                                |                                |  |                          |                              |                              |                              |                              |              |   |                  |                  |                  |                  |
|  | Oxford University              |                                |                                |                                |              | W                        | -                              | -                              |                                |                                |  |                          |                              |                              |                              |                              |              |   |                  |                  |                  |                  |
|  | Windsor Home Park              | O                              | -                              | -                              |              |                          |                                |                                |                                |                                |  |                          |                              |                              |                              |                              |              |   |                  |                  |                  |                  |
|  | Windsor Home Park              | O                              | -                              | -                              |              |                          |                                |                                |                                |                                |  | Oxford United            | 1                            | 0                            | 2                            |                              |              |   |                  |                  |                  |                  |
|  |                                |                                |                                |                                |              |                          |                                |                                |                                |                                |  | Oxford United            | 1                            | 0                            | 2                            |                              |              |   |                  |                  |                  |                  |
|  |                                | Royal Enginers                 | 1                              | 1                              | 1            |                          |                                |                                |                                |                                |  |                          |                              |                              |                              |                              |              |   |                  |                  |                  |                  |
|  | Royal Engineers                | Royal Enginers                 | 1                              | 1                              | 1            | 5                        | -                              | -                              |                                |                                |  |                          |                              |                              |                              |                              |              |   |                  |                  |                  |                  |
|  | Royal Engineers                |                                |                                |                                |              | 5                        | -                              | -                              |                                |                                |  |                          |                              |                              |                              |                              |              |   |                  |                  |                  |                  |
|  | Cambridge University           | 0                              | -                              | -                              |              |                          |                                |                                |                                |                                |  |                          |                              |                              |                              |                              |              |   |                  |                  |                  |                  |
|  | Cambridge University           | 0                              | -                              | -                              |              | Royal Engineers          | 3                              | -                              | -                              |                                |  |                          |                              |                              |                              |                              |              |   |                  |                  |                  |                  |
|  |                                |                                |                                |                                |              | Royal Engineers          | 3                              | -                              | -                              |                                |  |                          |                              |                              |                              |                              |              |   |                  |                  |                  |                  |
|  |                                | Clapham Rovers                 | 2                              | -                              | -            |                          |                                |                                |                                |                                |  |                          |                              |                              |                              |                              |              |   |                  |                  |                  |                  |
|  | Clapham Rovers                 | Clapham Rovers                 | 2                              | -                              | -            | 2                        | -                              | -                              |                                |                                |  |                          |                              |                              |                              |                              |              |   |                  |                  |                  |                  |
|  | Clapham Rovers                 |                                |                                |                                |              | 2                        | -                              | -                              |                                |                                |  |                          |                              |                              |                              |                              |              |   |                  |                  |                  |                  |
|  | Pilgrims                       | 0                              | -                              | -                              |              |                          |                                |                                |                                |                                |  |                          |                              |                              |                              |                              |              |   |                  |                  |                  |                  |

### Final

#### 1º jogo
- 13 de Março de 1875 - Royal Engineers 1x1 Old Etonians - Kennington Oval

A primeira partida foi notável principalmente porque foi jogada em um "Vendaval uivante". As condições favoreceram consideravelmente a equipe do Old Etonians, que teve o vento em suas costas por 80 minutos dos 90 regulamentares, e todos os 30 minutos da prorrogação (as equipes neste período mudaram de fim a cada gol - este jogo foi o último a apresentar este regra). Cuthbert Ottaway sofreu uma lesão no tornozelo aos 37 minutos da final, após uma colisão com Richard Ruck , e foi forçado a deixar o campo; em sua ausência, os Old Boys foram considerados afortunados por terem segurado o empate por 1-1.
Times
- Royal Enginers: William Merriman(goleiro e capitão); os defensores George Sim e Gerald Onslow; meio-campistas Richard Ruck, Pelham von Donop e Charles Wood; atacantes Herbert Rawson, William Stafford, Henry Renny-Tailyour (fez 1x0 para sua equipe aos 30 do 1º tempo), Cecil Wingford-Stratford e Alexander Mein.
- Old Etonians:[7] Charles Farmer (goleiro); defensores Arthur Kinnaird, James Stronge; meio-campistas William Kenyon-Slaney, Robert Benson e Frederick Patton; atacantes Cuthbert Ottaway, Alexander Bonsor (empatou para sua equipe aos 40 do 1º tempo), Albert Thompson, Edgar Lubbock e Francis Wilson

#### 2º jogo
Ottaway não conseguiu se recuperar a tempo para o segundo jogo, realizado apenas três dias depois, e o Old Etonians também perdeu os serviços de outros três jogadores que tinham compromissos conflitantes. Incapaz de obter substituições adequadas, a equipe do Old Etonians chegou ao local da partida com uma hora de atraso e perderam o jogo atrasado por 2 a 0. Henry Renny-Tailyour marcou um dos gols da partida, e o outro gol foi marcado por Cecil Wingford-Stratford. Assim, o Royal Engineers se sagrou campeão da FA CUP, conquistando seu primeiro e único título da competição.
- 16 de Março de 1875 - Royal Engineers 2x0 Old Etonians - Kennington Oval

Times
- Royal Enginers: William Merriman (goleiro); George Sim e Gerald Onslow (defensores); Richard Ruck, Pelham von Donop e Charles Wood (meio-campistas); Herbert Rawson, William Stafford, Henry Renny-Tailyour, Cecil Wingford-Stratford e Alexander Mein. Gols: Henry Renny-Tailyour e Cecil Wingford-Stratford.
- Old Etonians: Charles Farmer (goleiro); Arthur Kinnaird e James Stronge (defensores); Edward Drummond-Murray, Alfred Lubbock e Frederick Patton (meio-campistas); Thomas Hammond, Alexander Bonsor, Albert Thompson, Edgar Lubbock e Francis Wilson (atacantes).

## Premiação:
| FA Cup 1874-1875                     |
| Escudo do Royal Engineers            |
| ------------------------------------ |
| Royal Engineers Campeão (1.º título) |